# Шашова (Словаччина)
Шашова (словац. Šašová) — село в Словаччині, Бардіївському окрузі Пряшівського краю. Розташоване в північно-східній частині Словаччини в Низьких Бескидах в долині р. Цернінка.
Вперше згадується у 1352 році. Населене українцями, але після Другої світової війни — під загрозою переселення в УССР — абсолютна більшість селян переписалася на словаків та русинів.
В селі є греко-католицька церква з 1846 року.

## Населення
| Рік:            | 1994. | 2004.    | 2014.   | 2024.   |
| --------------- | ----- | -------- | ------- | ------- |
| Кількість осіб: | 176   | 158      | 150     | 158     |
| Різниця:        |       | -10,22 % | -5,06 % | +5,33 % |

| Рік:            | 2023. | 2024.   |
| --------------- | ----- | ------- |
| Кількість осіб: | 159   | 158     |
| Різниця:        |       | -0,62 % |

В селі проживає 132 осіб.
Національний склад населення (за даними останнього перепису населення — 2001 року):
- словаки — 87,34 %
- цигани — 9,49 %
- русини — 2,53 %
- чехи — 0,63 %

Склад населення за приналежністю до релігії станом на 2001 рік:
- греко-католики — 77,85 %,
- римо-католики — 19,62 %,
- протестанти — 2,53 %,